# 歌舞伎町
歌舞伎町（かぶきちょう）は、東京都新宿区の町名。現行の行政地名は歌舞伎町一丁目および歌舞伎町二丁目。

## 概要・地理

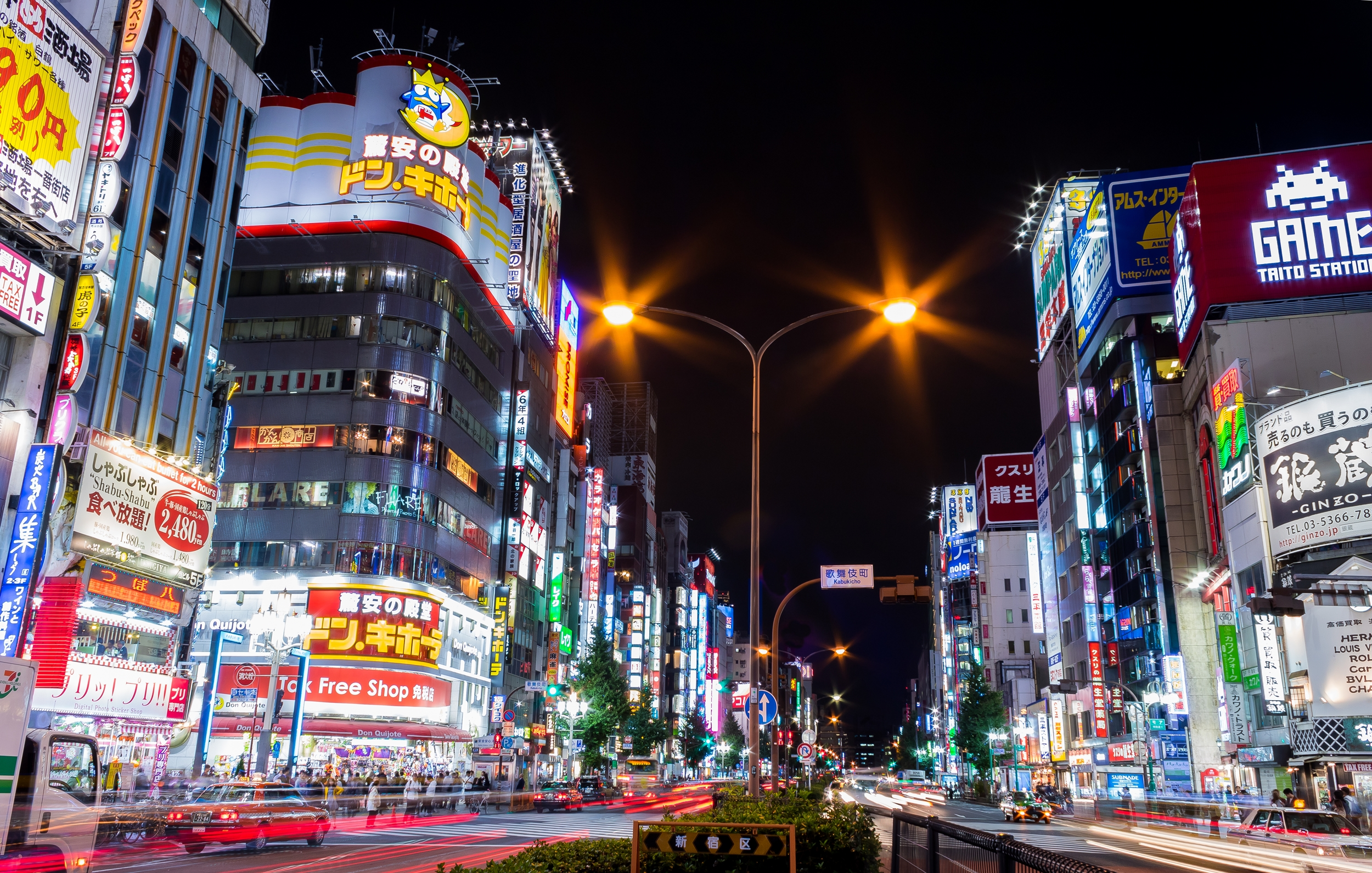
靖国通りから見た夜の歌舞伎町

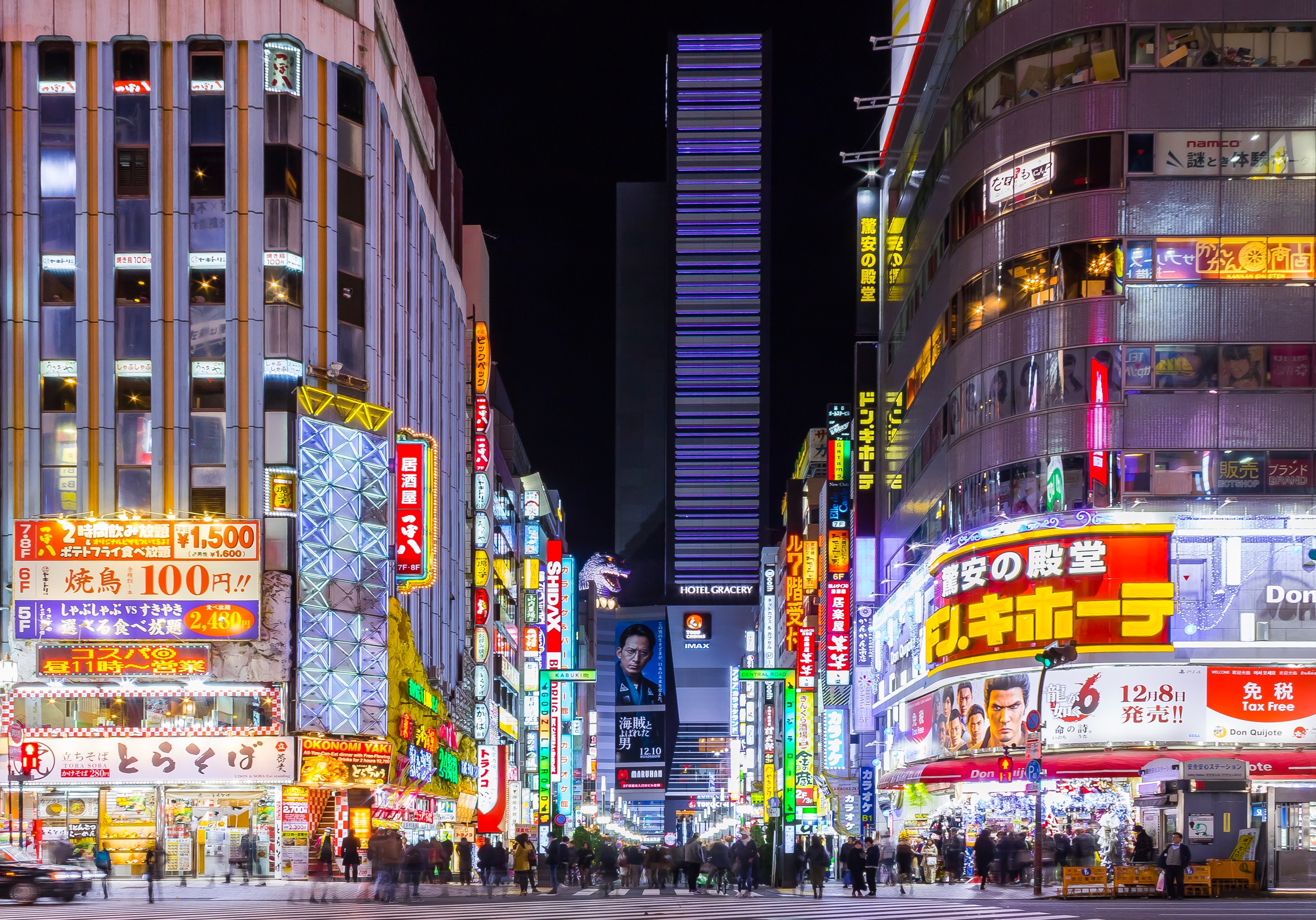
新宿東宝ビル（旧コマ劇場）へと繋がるセントラルロード

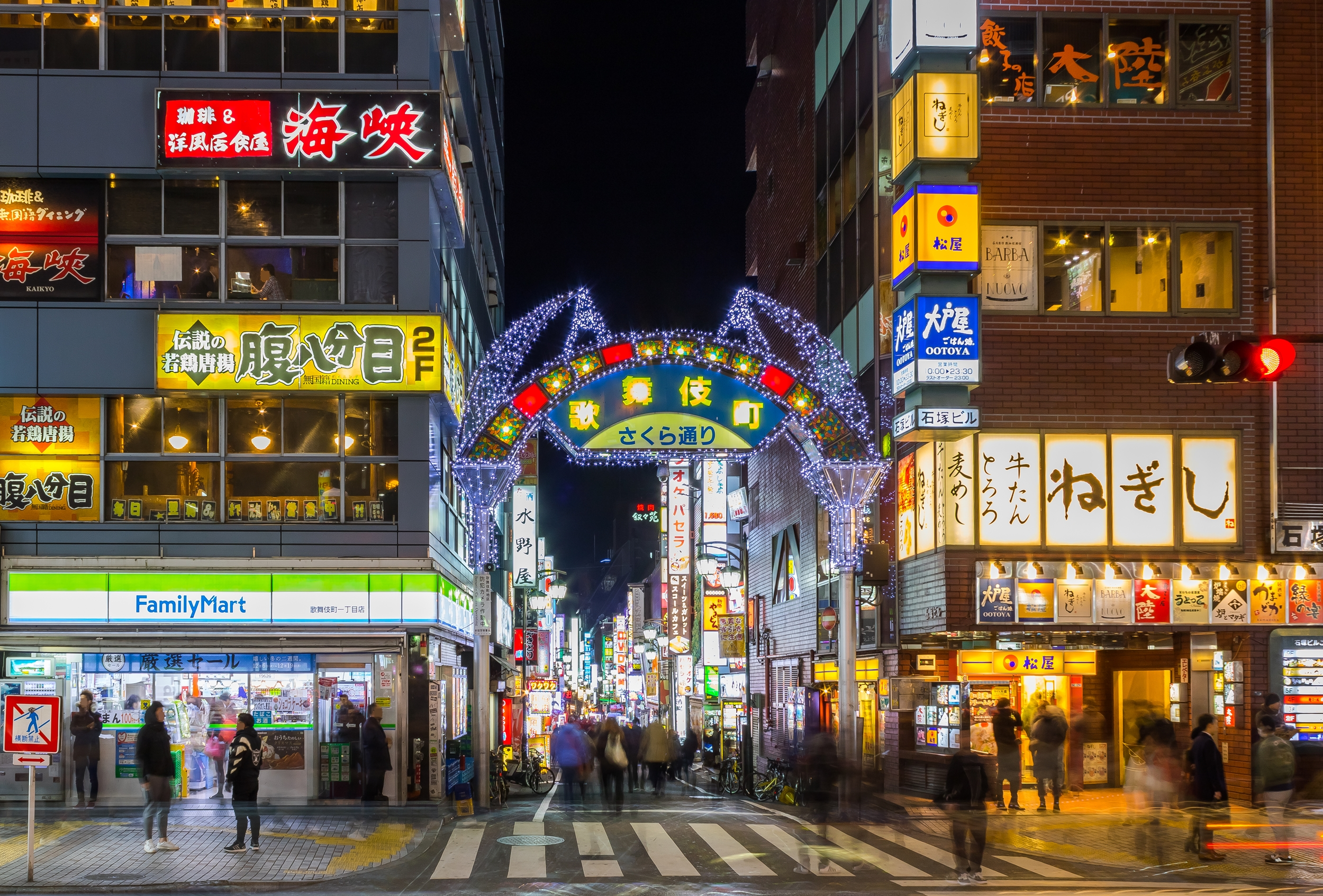
さくら通り

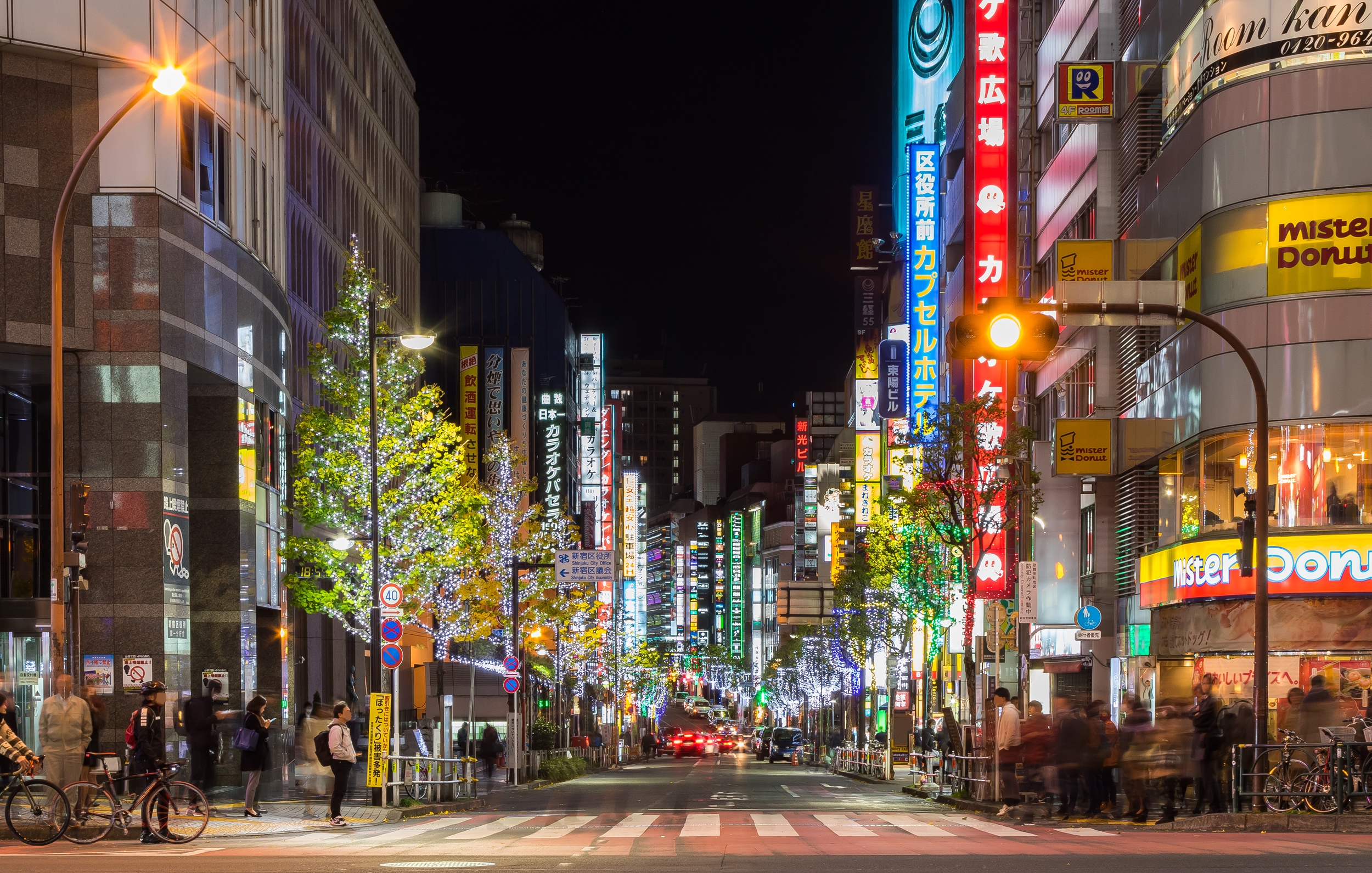
区役所通り（左側の建物が新宿区役所）

歌舞伎町は東京都新宿区に所在し、新宿駅の北東部に位置している。飲食店・遊技施設・映画館などが集中する日本最大の歓楽街である。札幌のすすきの、福岡の中洲と並んで「日本三大歓楽街」と称される。
明治通り（東）、靖国通り（南）、JR中央線（西）、職安通り（北）に囲まれた範囲（ただし花園神社の敷地とその南北の一画は除く）に位置する街である。鉄道の場合、新宿駅（JR他各線）東口、あるいは西武新宿駅が最寄り。都営地下鉄大江戸線の場合は新宿西口駅か東新宿駅が近い。歌舞伎町一番街（劇場通り）、中央通り（セントラルロード）、さくら通り、西武新宿通り、東通り、区役所通りなどがある。西武新宿駅で降りれば目の前が歌舞伎町になる。
街の中には漫画喫茶・ネットカフェ、飲食店・居酒屋、キャバクラ、ホストクラブ、ガールズバー、ラブホテル、風俗店、パチンコ店などが立ち並んでいる。「夜の街」、「眠らない街」と呼ばれ、深夜になってもネオンで明るく人通りや客引きも多い。ドン・キホーテ前、セントラルロードに多いスカウトやホストによるキャッチ、怪しげな客引きやポン引きなど、合法、非合法取り混ぜて歌舞伎町独特の猥雑な雰囲気があり、「東洋一の歓楽街」とも呼ばれている。飲み屋街として有名な新宿ゴールデン街や、新宿区役所も歌舞伎町内に位置している。
歌舞伎町には一丁目と二丁目があり、概ね花道通りを境にした南と西武新宿駅周辺の一画が歌舞伎町一丁目、北が歌舞伎町二丁目である。

### 歌舞伎町一丁目
西寄りに近年まで興行街であった一角がある。東の方へ向かうと新宿区役所があり、区役所通りを渡ると新宿ゴールデン街がある。裏通りには飲食店や性風俗店、アダルトショップなどが密集している。西武新宿駅ビルの複合ショッピング店舗のほか、近年、大手ディスカウントチェーンが進出したが、靖国通りを隔てた新宿三丁目に比べ物販店は少ない。2015年には新宿コマ劇場跡地に実物大のゴジラヘッドが特徴的な新宿東宝ビル（TOHOシネマズ新宿）が開業した。新宿東宝ビル横の広場にたむろする少年・少女はトー横キッズと呼ばれ、犯罪の温床になるなど社会問題化している。2017年12月19日にSCRAPが運営する常設アミューズメントスポット『東京ミステリーサーカス』がオープンした。2023年には新宿TOKYU MILANO跡地を再開発した東急歌舞伎町タワーが開業した。
警視庁が取りまとめた『令和5年区市町村の町丁別、罪種別及び手口別認知件数』では、一丁目で2023年に発生した犯罪認知件数は756件とされており、東京23区の中で2番目に多い町となっている（二丁目は4番目）。

### 歌舞伎町二丁目
西寄りに東京都保健医療公社大久保病院・東京都健康プラザハイジア、東側にはラブホテル街が広がり、区役所通り付近はクラブ、ホストクラブなどが多数あるが、一丁目と違い表立って性風俗店は見当たらず、職安通りと明治通り沿いはオフィスビルやマンションが建ち並び、繁華街・歓楽地の様相は全く感じさせない。同じく職安通り沿いには通りの名前になったハローワーク新宿の歌舞伎町庁舎（主に雇用者側の求人などの受付窓口で、雇用保険の失業等給付や求職相談は西新宿庁舎で行う）があるほか、都内有数のコリア・タウンである大久保に接していることもあり、朝鮮料理店や食品小売店などがある。トー横広場に近い大久保公園・大久保病院近辺は、近年路上売春行為である「立ちんぼ」が横行しており、問題視されている。

## 歴史

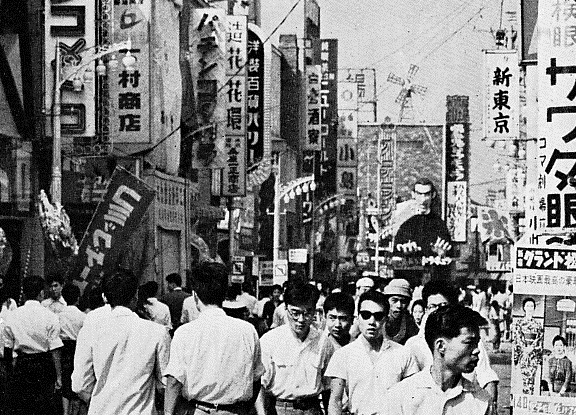
1960年頃の歌舞伎町

大部分は新宿区発足前には旧淀橋区に属した地域（三光町は旧四谷区）である。元々は「大久保」の名の由来となる窪地の湿地帯と元大村藩主大村氏邸があったところで、明治以降は鴨場となっていた。当初は角筈村、1889年からは淀橋町に属した。当時の地名は一丁目が角筈字十人町、同字矢場。二丁目が西大久保字南裏、東大久保字角筈裏、同字新田裏。
1893年、淀橋浄水場建設に伴い、残土で鴨場の池が埋め立てられ、造成される。1920年には東京府立第五高等女学校（現在の東京都立富士高等学校・附属中学校）がこの地に開校。学校を取り巻く周囲は閑静な山の手の住宅街として大臣や軍人の邸宅もあり発展していった。1932年、東京市淀橋区に編入され、市街化が進んだ。
1945年の東京大空襲で一面焼け野原となったが、第二次大戦後、石川栄耀や鈴木喜兵衛らによって「（現在の歌舞伎町一番街付近に）歌舞伎の演舞場を建設し、これを中核として芸能施設を集め、新東京の最も健全な家庭センターを建設する」という復興事業案がまとめられ、この都市計画から、計画担当者の石川栄耀の提案により、新しい町は歌舞伎町と名付けられた。結局、財政の面などからこの構想は実現せず、新宿コマ劇場が建設されるにとどまった。
1950年4月から6月にかけて、歌舞伎町で東京文化産業博覧会が開催された。博覧会は吉田茂首相を名誉総裁に担ぎ上げるも大失敗に終わり、借入金5400万円と税金900万円の赤字が残された。建物は公売にかけられて 所有権は四散したが、今の劇場街の原型が作られた。
1952年には西武新宿駅が開業。西武新宿線は新宿駅東口に乗り入れる計画だったため床が板張りの仮駅であった。1960年代も半ばになると各種飲食店、映画館、ボウリング場、サウナ、バッティングセンターに加えラブホテルやトルコ風呂といった施設が目立ち始めるようになっていった。
1960年代後半には、新宿全体で学生運動や社会運動に関連したデモなどが行われ、社会的に注目が集まる地域になった。1967年に始まった『木島則夫ハプニングショー』（日本テレビ）の第一回放送では、コマ劇場前から生中継が企画されたが、大群衆が押し寄せて番組の進行が不可能になった。1968年10月21日には国際反戦デーを契機として新宿駅東口一帯で新宿騒乱事件が発生。また、翌年1969年10月21日にも国際反戦デーのデモ隊の一部が暴徒化。三光町（現在の一丁目）付近では、暴徒が駐車中の自動車を横転させ、放火するなど一帯が騒然となる出来事もあった。
1976年から翌年2月にかけて火曜日の放火魔事件が発生。歌舞伎町の飲食店店舗なども標的となり、放火により焼失する店もあった。
1977年には現在の西武新宿駅ビルが完成し、新宿プリンスホテルと西武新宿ペペが営業を開始した。西武新宿線はバブル期に新宿駅東口乗り入れ計画が再び浮上したものの、歌舞伎町商店街振興組合や新宿サブナード（新宿地下駐車場株式会社）等の反対やバブル崩壊などの影響もあり結局実現しなかった。現在西武新宿駅は一日約18万5,000人の乗降客があるターミナル駅として機能している。
1978年6月24日、親睦会を開いていた拓殖大学と国士舘大学の学生が偶発的に衝突。学ラン姿で乱闘を繰り広げ、噴水周辺で双方がなり声をあげるなどの騒ぎとなった。国士舘側に負傷者が出たことで、後日、拓殖大学の学生の多くが退学処分を受けることとなり、以後、右派系、左派系らの学生による騒ぎは縮小・分散傾向となった。
1978年8月25日、警視庁は新宿警察署、四谷警察署と合同で「新宿地区環境浄化本部」を設置。歌舞伎町を含む新宿一帯の取締りを強化した。薬物を扱う暴力団員の摘発のほかディスコの無許可営業など風俗営業法違反の取締りが年末にかけて行われた。また、同年9月には歌舞伎町を根城とする台湾人グループの対立、抗争が激化し、殺人未遂などの容疑で未成年が検挙されている。
1981年、新宿歌舞伎町ラブホテル連続殺人事件、1982年、新宿歌舞伎町ディスコナンパ殺傷事件など凶悪事件が相次ぎ発生。
2002年頃から石原東京都知事の意向から歌舞伎町の締め付けが厳しくなった。同年には歌舞伎町に監視カメラが設置され始めたが、暴力団幹部が中国人に射殺されるなど物騒な事件が発生した。2003年4月からは1000人余りの警察官を動員して風俗店や暴力団を対象に一斉取り締り「歌舞伎町浄化作戦」が行われた。度重なる摘発の結果、2005年までに200店舗近い風俗店が廃業に追い込まれ、外国人も1000人以上が検挙された。さらに客引きなどを禁じる東京都迷惑防止条例とぼったくり防止条例が改正され、悪質な店舗が減少し、客層が変わる転機となった。
旧新宿コマ劇場付近は中心の広場を複数の映画館が囲む形になっていたが、2008年以降閉鎖する映画館が相次ぎ、2014年12月31日に新宿東急文化会館内の映画館・新宿ミラノ座が閉館したため、町内の映画館が一旦全て無くなったが、2015年4月17日、新宿コマ劇場跡地にシネマコンプレックスのTOHOシネマズ新宿が開業した。
「東洋一の歓楽街」と呼ばれてきたが、2010年代には様相はさらに変容し、3,000軒を数えるバー、キャバレー、ラブホテルなどが密集し、「欲望の迷宮都市」「外国人労働者の新租界」等とも評されている。歌舞伎町は世界でも有数の夜の盛り場に数えられていて、2010年代後半にはインバウンド観光客、特に中国や韓国からの観光ツアー客も多く、昼間はよくツアーコンダクターが導く姿が見かけられる。
2012年、東京都は歌舞伎町一丁目、二丁目を迷惑防止条例に基づき、客引きやスカウト、それらを行うために待機する行為などを禁止する区域に指定した。
2019年10月1日、東京都は歌舞伎町を含む新宿の繁華街に暴力団排除特別強化地域を設定。
暴力団と風俗営業、飲食店等との間で、みかじめ料のやりとりや便宜供与などが禁止された。違反者は支払った側であっても懲役1年以下または罰金50万円以下の罰則が科される。
2020年4月1日、区は区内で3月下旬から新型コロナウイルス感染者が急増と発表。深夜から早朝の接客業関係者が数人新型コロナウイルス感染が確認された。感染者に感染経路や濃厚接触者を聞いているが協力が得られなかった。同年4月10日、東京都は感染拡大を阻止するために都内の多くの店舗に休業要請を実施。対象にはナイトクラブなどの接待を伴う遊興施設が含まれたため歌舞伎町の人通りは激減した。同年5月に緊急事態宣言が解除された後も、小池百合子知事は感染源の多くが「夜の町」であることを繰り返し指摘。同年6月に入ると、休業要請解除のタイミングでPCR検査に同意する店が現れ、ホストクラブなどで集団感染が確認されるようになった。また同年6月頃からは、歌舞伎町の一部を縄張りとする暴力団と女性飲食店従業員をスカウトするグループが対立。多数のスカウトらが襲撃を受けて同年8月頃まで姿を消す出来事もあった。
2018年頃からは新宿東宝ビル（TOHOシネマズ新宿）の周辺、中でも同ビル東側の路地やシネシティ広場（旧コマ劇場前広場）を「トー横」（意味はTOHOシネマズ、あるいは東宝ビルの横）と称して、自然発生的に若者達がたむろする場になっている。中には不登校やネグレクトなどの問題を抱えた10代の少年少女も集うようになり、こうした若者を「トー横キッズ」と称するようになっているほか、インフルエンサーによってSNSなどで発信されて以降認知度が上がると、「#トー横界隈」というハッシュタグで発信されるようになっている。警視庁が2021年に補導した数は約180人。2022年にも監視強化が続けられ、同年7月18日や12月11日には100人以上の私服警察官が動員され、それぞれ二十数人が補導された。
2022年に入ると、大久保公園周辺で立ちんぼ（売春婦）が急増した。警視庁は、2022年に売春防止法違反で51人、2023年1月から9月かけて80人を現行犯逮捕した。女性の多くがホストクラブやメンズ地下アイドルにはまったことによる借金返済が目的であったことから、2023年9月22日、ホストクラブなど110店舗に風営法に基づく一斉立ち入りが行われた。さらに同年には、路上でホストクラブ従業員が殺人未遂に遭う事件も発生。こうした背景の中、新宿区長とホストクラブ経営者らとの間で会合が持たれ、売掛金を減らすことが確認された。2024年1月、都公安委員会はホストクラブ2軒を風営法およびぼったくり防止条例違反で営業停止としたほか、同年4月には警視庁がホストクラブ従業員を売春防止法違反（客待ち）の教唆容疑で摘発。次第に歌舞伎町周辺の立ちんぼは減少した。

### 沿革
歌舞伎町は、第二次世界大戦の戦災復興の時期に誕生した。
- 1948年4月1日 - 新宿区に、歌舞伎町（現在のように丁目はなく番地と号数のみのいわゆる一町画）として起立[38]。

角筈一丁目の北東部とその周辺、百人町一丁目・東大久保三丁目・三光町の境界付近を区画整備し、当時の歌舞伎町の範囲は、おおむね現在の歌舞伎町一丁目（西側の鉄道敷設部分とその沿線および区役所通りより東をそれぞれ除く）に相当する。
- 1950年2月1日 - 淀橋区役所内郵便局が歌舞伎町へ移転し、新宿区役所内郵便局へ改称する[39]。
- 1951年12月6日 - 戦災復興土地区割整理地区の新宿地区として指定される[40]。
- 1952年3月25日 - 西武新宿駅が開業。
- 1966年10月14日 - 個室付浴場業設置の規制地域外となる[41]。
- 1978年7月1日 - 住居表示実施に伴い町名町域が変更され、歌舞伎町一丁目および歌舞伎町二丁目を新設する[42]。
- 1989年4月17日 - 新宿大久保一郵便局が、歌舞伎町二丁目へ移転する[43]。
- 1990年1月1日 - 新宿大久保一郵便局が、新宿歌舞伎町郵便局へ改称する[44]。

### 町名の変遷
| 実施後         | 実施年月日   | 実施前（特記なければ、各町名の一部） |
| -------------- | ------------ | --- |
| 歌舞伎町一丁目 | 1978年7月1日 | 歌舞伎町（全域）、三光町、百人町一丁目、東大久保三丁目（全域）、角筈一丁目（全域）、角筈二丁目（全域）、柏木一丁目（全域）、新宿三丁目（道路のみ） |
| 歌舞伎町二丁目 | 1978年7月1日 | 西大久保一丁目 |

## 世帯数と人口
2025年（令和7年）3月1日現在（新宿区発表）の世帯数と人口は以下の通りである。
| 丁目           | 世帯数    | 人口    |
| -------------- | --------- | ------- |
| 歌舞伎町一丁目 | 133世帯   | 150人   |
| 歌舞伎町二丁目 | 1,738世帯 | 2,021人 |
| 計             | 1,871世帯 | 2,171人 |

### 人口の変遷
国勢調査による人口の推移。
| 年                 | 人口  |
| ------------------ | ----- |
| 1995年（平成7年）  | 1,842 |
| 2000年（平成12年） | 2,205 |
| 2005年（平成17年） | 2,298 |
| 2010年（平成22年） | 2,492 |
| 2015年（平成27年） | 2,428 |
| 2020年（令和2年）  | 2,083 |

### 世帯数の変遷
国勢調査による世帯数の推移。
| 年                 | 世帯数 |
| ------------------ | ------ |
| 1995年（平成7年）  | 1,212  |
| 2000年（平成12年） | 1,658  |
| 2005年（平成17年） | 1,623  |
| 2010年（平成22年） | 1,928  |
| 2015年（平成27年） | 1,930  |
| 2020年（令和2年）  | 1,767  |

## 学区
区立小・中学校に通う場合、学区は以下の通りとなる（2018年8月時点）。
| 丁目           | 番地           | 小学校               | 中学校             |
| -------------- | -------------- | -------------------- | ------------------ |
| 歌舞伎町一丁目 | 1番2～19号     | 新宿区立花園小学校   | 新宿区立四谷中学校 |
| 歌舞伎町一丁目 | 1番1号 2〜30番 | 新宿区立大久保小学校 | 新宿区立新宿中学校 |
| 歌舞伎町二丁目 | 全域           | 新宿区立大久保小学校 | 新宿区立新宿中学校 |

## 事業所
2021年（令和3年）現在の経済センサス調査による事業所数と従業員数は以下の通りである。
| 丁目           | 事業所数    | 従業員数 |
| -------------- | ----------- | -------- |
| 歌舞伎町一丁目 | 815事業所   | 10,826人 |
| 歌舞伎町二丁目 | 586事業所   | 10,346人 |
| 計             | 1,401事業所 | 21,172人 |

### 事業者数の変遷
経済センサスによる事業所数の推移。
| 年                 | 事業者数 |
| ------------------ | -------- |
| 2016年（平成28年） | 1,563    |
| 2021年（令和3年）  | 1,401    |

### 従業員数の変遷
経済センサスによる従業員数の推移。
| 年                 | 従業員数 |
| ------------------ | -------- |
| 2016年（平成28年） | 22,510   |
| 2021年（令和3年）  | 21,172   |

## 交通

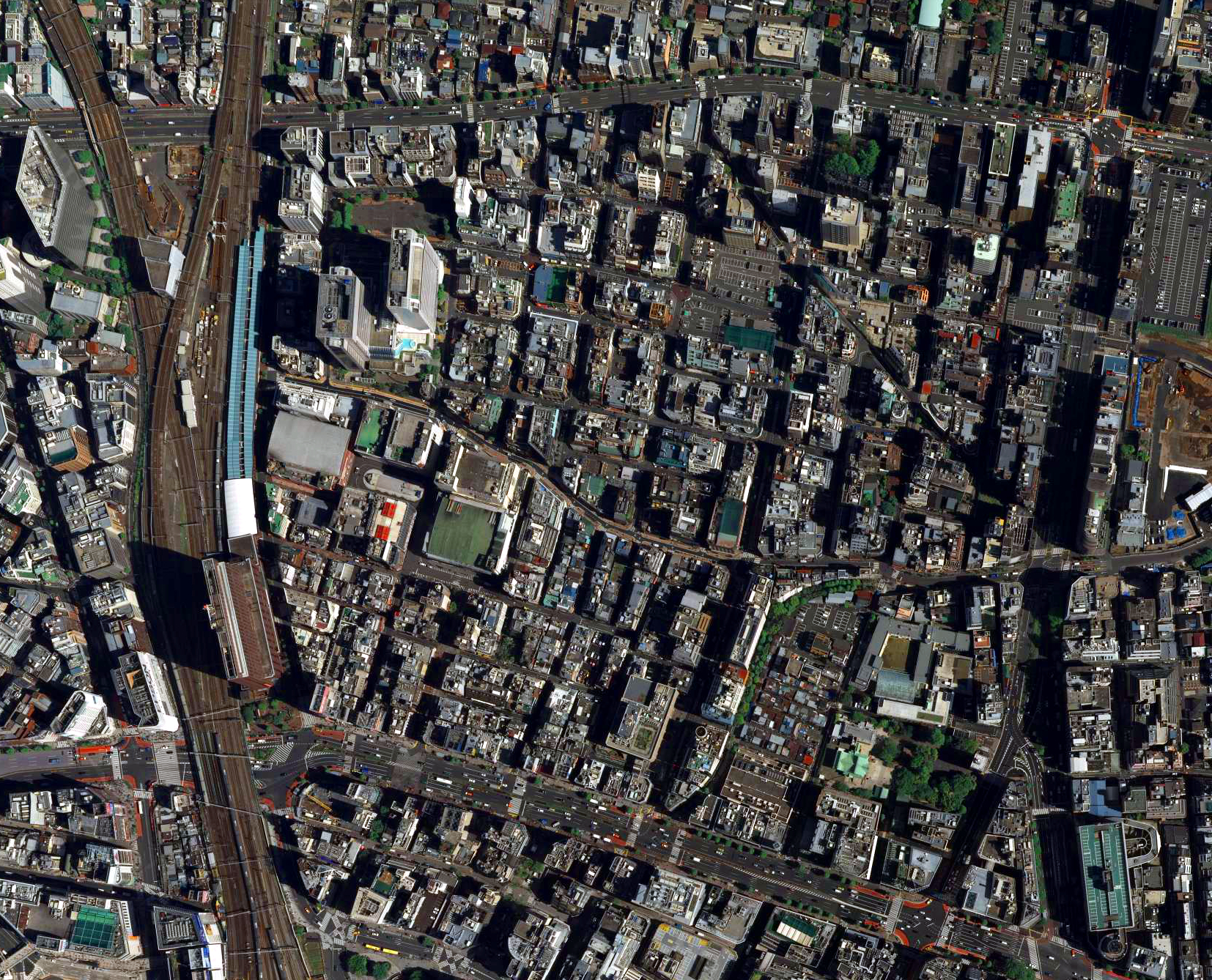
東京都新宿区歌舞伎町の航空写真（2009年4月27日撮影）

### 鉄道
- 西武新宿線 - 西武新宿駅
- 都営地下鉄大江戸線 - 東新宿駅（出入口のみ）
- 東京メトロ副都心線 - 東新宿駅（出入口のみ）

### 路線バス
最寄りのバス停留所は靖国通りの「歌舞伎町」「新宿五丁目」停留所、 明治通りの「日清食品前」「東新宿駅前」停留所である。靖国通りに並行する新宿通りを経由する路線では「新宿駅東口」「新宿追分」停留所が最寄りになる。都営バス池86系統を除くすべての路線が新宿駅西口を発着する。
- 東京都交通局
  - 宿74系統 新宿駅西口行、東京女子医大前行
  - 白61系統 練馬駅行、練馬車庫前行、新宿駅西口行
  - 宿75系統 新宿駅西口行、三宅坂行、抜弁天経由東京女子医大前行
  - 品97系統 品川駅高輪口行、新宿駅西口行（日曜・休日のみ）
  - 早77系統 早稲田行、新宿駅西口行（平日・土曜は新宿駅西口方面のみ）
  - 池86系統 池袋サンシャインシティ行、渋谷駅東口行

東急歌舞伎町タワーからは空港連絡バスが発着する。
- 空港連絡バス（東急バス・東京空港交通）	
  - 羽田空港
  - 成田空港

### 道路
- 東京都道4号東京所沢線 - 靖国通り
- 東京都道305号芝新宿王子線 - 明治通り
- 東京都道302号新宿両国線 - 靖国通り（本線：都道4号東京所沢線と重複）・職安通り（支線）
- 東京都市計画道路幹線街路補助線街路第72号線 - 西武新宿駅前通り
靖国通りの新宿大ガード東交差点から西武新宿線・JR山手線に沿って南北に走る都市計画道路。花道通りに接する東急歌舞伎町タワーから南は靖国通り方面への一方通行である。職安通りから北はつつじ通りと街路名を改め、新大久保駅（大久保通り）と高田馬場駅（早稲田通り）を経て新目白通りに通じている。
- 区役所通り
歌舞伎町内を南北に走る新宿区の区道。全長約500メートルの片側1車線の通りである。北で職安通り、南で靖国通りと面する。その名の通り、区役所通り沿いには新宿区役所があるほか、風俗店・飲食店が多く並んでいることで知られている。沿道には他に新宿バッティングセンター、稲荷鬼王神社がある。この通りは夜になると暗くなり治安が悪くなるイメージをもたれていたが、これを改善すべく2006年より新宿区や地元の商店会などによって冬季の期間限定で街路樹のイルミネーションが実施されるようになった。また1996年までは日中の時間帯は都営バス宿74系統（往路のみ）もこの通りを走っていた（現在は廃止）。当通りには新宿区役所前、同愛病院前（1982年までに廃止）、鬼王神社前のバス停があった。
- 花道通り
歌舞伎町内を東西に走り、1丁目と2丁目を分かつ新宿区の区道。東京都健康プラザハイジアの南と東急歌舞伎町タワーおよび新宿東宝ビルの北を通り、西は西武新宿駅前通り、東は明治通りに面する。新宿区役所通り交差点から歌舞伎町交番までは西武新宿駅前通り方面への一方通行である。明治通りから東は文化センター通りと街路名を改める。

## 治安

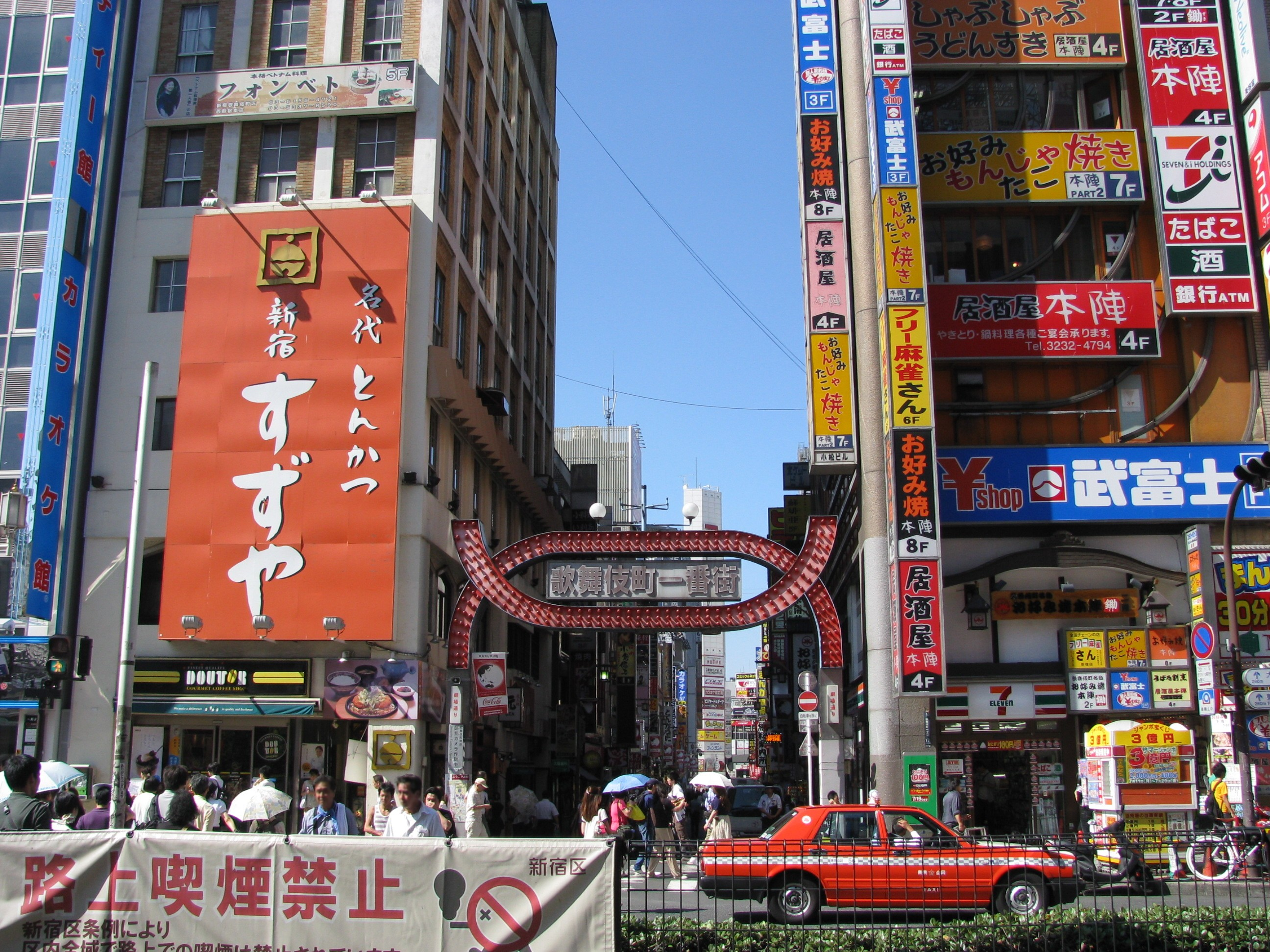
昼間の歌舞伎町一番街の入り口。昼間でも当地所在のオフィスや映画館などで人も多い。

1999年4月23日から石原慎太郎が都知事に就任し、2012年10月31日まで在任した。1980年代から1990年代にかけて、台湾や中国の黒社会による窃盗、賭博および抗争が取り沙汰されていた など、歌舞伎町における不法滞在外国人の組織犯罪も多かったが、これは2003年に東京入国管理局の出張所を歌舞伎町に置くことにより不法滞在者の摘発が進み、大幅に減少した（それ以前、不法滞在摘発者は主に中国・韓国・タイ・ロシアが75.6%を占め、13か国に上った）。さらに、西アフリカ出身のナイジェリア人グループらが大掛かりで、泥酔客からぼったくりを行う問題も見られる。2000年代に入ってからは生活安全条例の制定や、パトロールの強化など、取締りも厳しくなっている。2002年2月には50台の防犯カメラが設置され、その後犯罪がかなり減少し、効果が見られたとされている。
2001年9月1日に起こった歌舞伎町ビル火災は、死者44人を出し、防災や人権などの問題とともに、マスコミや世論を賑わせた。
裏社会では指定暴力団・住吉会幸平一家加藤連合会の縄張りとなっており、山口組や、稲川会、極東会、松葉会等の在京組織の傘下団体も拠点を置いている。2004年時点で、約120箇所の暴力団事務所があり、推定で1,000人 の構成員が居るといわれている。
2003年時点に東京都知事であった石原慎太郎は「この状況を今日まで放置していたことは、日本の首都として国際的に恥ずかしい」として、広島県警本部長であった竹花豊を治安担当副知事に招聘して歌舞伎町の治安回復に着手した。これに応じて自由民主党は同年に「治安回復マニュフェスト」を掲げ、日本国政府も「犯罪対策閣僚会議」を設置してバックアップした。2004年暮れに竹花豊の主導により「歌舞伎町浄化作戦」が実施され、防犯カメラの増設、人員の増強、「割れ窓理論」に基づく軽犯罪の徹底取締、店舗の摘発などが積極的に行われた。この際に性風俗店・アダルトショップなどが閉店を余儀なくされ、2005年に竹花が出向解除により警察庁へ復帰して以降も、警視庁の威信をかけた重点摘発が続けられている。
また水面下では以前から討議されていたものの、2004年後半には大規模再開発と暴力団追放等を目的とした「歌舞伎町ルネッサンス」計画の第1回会議が公開の場で開かれた。翌2005年1月に「歌舞伎町ルネッサンス推進協議会」が発足し、同年4月には都条例の改正（通称・客引き禁止条例）が施行され、「歌舞伎町ルネッサンス」計画開始を宣言するイベントも行われた。
それでもなお、歌舞伎町には違法な客引きが横行している。性風俗店の客引き自体が都条例で2005年4月以降禁止されており、それを無視して行うのはぼったくり・恫喝で金品を要求する悪質な店舗であり、絶対に付いていってはいけないという啓発も、歌舞伎町商店街振興組合によって行われている。

### トー横キッズと性犯罪
2019年辺りから、新宿東宝ビル（TOHOシネマズ）周辺にたむろする若者を「トー横キッズ」と呼ぶようになり、中学受験を経験した10代が非行に走ったり犯罪に巻き込まれる事例が発生している。2022年にはトー横の王を自称する男性が性犯罪の加害者として逮捕された。大阪の「グリ下」、名古屋の「ドン横」など、他地域にトー横の派生概念が誕生して問題となっている。

### ホストクラブと売春問題
2023年までにホストクラブでは、高額な料金を支払い能力の低い女性客に請求したうえで「売掛金」などの名目でホストが立て替えた料金を女性客に売春をさせて返済させるといった悪質な行為を含むトラブルが相次いだ（デート商法も参照）。警視庁は、同年12月15日から16日にかけて、歌舞伎町にある約300店舗すべてのホストクラブに、風営法に基づく立ち入りを実施した。当日、営業していなかった店などを除く176の店舗に立ち入りした結果、75％にあたる132店舗で違反が確認された。

## 歌舞伎町を舞台にした作品
※発表年月日順。

### 映画
- 『女を忘れろ』（1959年、日活）
- 『男の怒りをぶちまけろ』（1960年、日活）
- 『すべてが狂っている』（1960年、日活）
- 『黒線地帯』（1960年、新東宝、主演：天知茂、監督：石井輝男）
- 『恋の片道切符』（1960年、松竹）
- 『若い狼』（1961年、東宝）
- 『組織暴力』(1967年、主演：丹波哲郎・千葉真一、監督：佐藤純彌）
- 『広域暴力　流血の縄張』（1970年、日活）
- 『犬、走る DOG RACE』（1998年、主演：岸谷五朗、監督：崔洋一）
- 『不夜城』（監督：リー・チーガイ）
- 『武勇伝』（2003年、主演：澤田謙也、魔裟斗）
- 『ロスト・イン・トランスレーション』（2003年、主演：ビル・マーレイ）
- 『歌舞伎町案内人』（2004年、監督：張加貝、主演：チューヤン）
- 『組織犯罪対策部捜査四課』（2005年、主演：小沢仁志）
- 『龍が如く 〜序章〜』（2006年、主演：船木誠勝）
- 『龍が如く 劇場版』（2007年、出演：北村一輝、岸谷五朗ほか）
- 『20世紀少年』（2008年、出演：唐沢寿明、平愛梨、常盤貴子ほか）
- 『新宿インシデント』（2009年、主演：ジャッキー・チェン）
- 『アメイジング グレイス 〜儚き男たちへの詩〜』（2011年、出演：窪塚俊介、宮田大三、神田沙也加ほか）
- 『カイジ2 人生奪回ゲーム』（2011年、出演：藤原竜也、伊勢谷友介ほか）
- 『さよなら歌舞伎町』（2015年、出演：染谷将太、前田敦子ほか）

### 漫画
- 『花のあすか組!』角川書店、1985年
- 『シティーハンター』集英社、1985年
- 『Dr.クマひげ』講談社、1986年
- 『殺し屋1』小学館、1998年
- 『HEAT -灼熱-』小学館、1998年
- 倉科遼、岩田和久『女衒〜ぜげん〜』芳文社、1999年
- 『20世紀少年』小学館、1999年
- 『夜王』集英社、2003年
- 『銀魂』集英社、2004年-「かぶき町」という名称で登場。
- 『新 Petshop of Horrors』朝日新聞出版、2004年
- 『新宿スワン』講談社、2005年
- 『明日、私は誰かのカノジョ』小学館、2019年
- 『みいちゃんと山田さん』講談社、2024年

### 小説
- 佐々木譲『真夜中の遠い彼方』集英社、1987年、ISBN 978-4087491982
- 大沢在昌『新宿鮫』（1990年）
- 馳星周『不夜城』（1996年）
- 室積光『都立水商!』（2001年）『都立水商1年A組』(小説を原作とする漫画、テレビドラマ)
- 陳放『海怒』バジリコ、2004年、ISBN 978-4901784399、ISBN 978-4901784405
- 『女王蘭』祥伝社、2008年
- 誉田哲也『歌舞伎町セブン』2010年
- 白川蓮『アメイジング グレイス 〜儚き男たちへの詩〜』、2011年

### ゲーム
- 『探偵 神宮寺三郎シリーズ』（1987年） - ほとんどの作品に歌舞伎町が登場する。
- 『ザ・警察官』（2001年）
- 『龍が如くシリーズ』（2005年） - 「神室町」という名前で登場。
- 『ヒプノシスマイクA.R.B』（2017年） - ゲームのキャラクターの一人がホストという設定になっている。
- 『新宿スカウトバトル』（2019年）

### 音楽
- 『歌舞伎町の女王』（1998年、椎名林檎）
- 『シャンパンゴールド』（伊弉冉一二三 cv木島隆一）
- 『パーティーを止めないで』（伊弉冉一二三 cv木島隆一）
- 『Shinjuku Style ～笑わすな～』（category/shinjuku/ 麻天狼）
- 『歌舞伎町の王様』（東京プリン）
- 『今夜は華になる』（美川憲一）
- 『歌舞伎町レイニー』（the Raid.）
- 『アンダーキッズ』（ツユ）
- 『I ♡ 歌舞伎町』（KIRINJI）

### 評論・句
- 『実録不夜城』ワニマガジン社、1998年、ISBN 978-4898295960
- 『実録歌舞伎町の黒幕』大洋図書、2007年、ISBN 978-4813050681
- 北大路翼句集『天使の涎』、2015年、ISBN 978-4897097770

### ノンフィクション
- 李小牧『歌舞伎町案内人』角川書店、2004年、ISBN 978-4043733019
- 『歌舞伎町シノギの人々』主婦と生活社 2004年、 宝島sugoi文庫
- 李小牧『歌舞伎町の住人たち』河出書房新社、2005年、ISBN 978-4309017280
- 影野臣直『歌舞伎町ネゴシエーター』河出書房新社、2005年、ISBN 978-4309017082
- 久保博司『新宿歌舞伎町交番』講談社、2006年、ISBN 978-4062753425
- 武内晃一『歌舞伎町午前零時／女衒の夜』河出書房新社、2006年、ISBN 978-4309017426
- 久保博司『歌舞伎町と死闘した男 続・新宿歌舞伎町交番』講談社、2007年、ISBN 978-4062758871
- miho『ネバー・ギブ・アップ』日本文芸社、2007年、ISBN 978-4537254877
- 武内晃一『わたしはいくら?』早稲田出版、2008年、ISBN 978-4898273500
- 稲葉佳子、青池憲司『台湾人の歌舞伎町』紀伊国屋書店、2017年9月29日 ISBN 4314011513

### ドラマ
- 『夜王』（2005年、TBSテレビ）
- 『ライオン丸G』（2006年、テレビ東京）
- 『新宿スワン』（2007年、テレビ朝日）
- 『全裸監督』（2019年、Netflix）シーズン1の舞台。
- 『新宿野戦病院』（2024年、フジテレビ）

### アニメ
- 『歌舞伎町シャーロック』（2020年）

### テレビ番組
- 『「トー横キッズ」 - NHK クローズアップ現代＋』（2022年）[64]

## ギャラリー

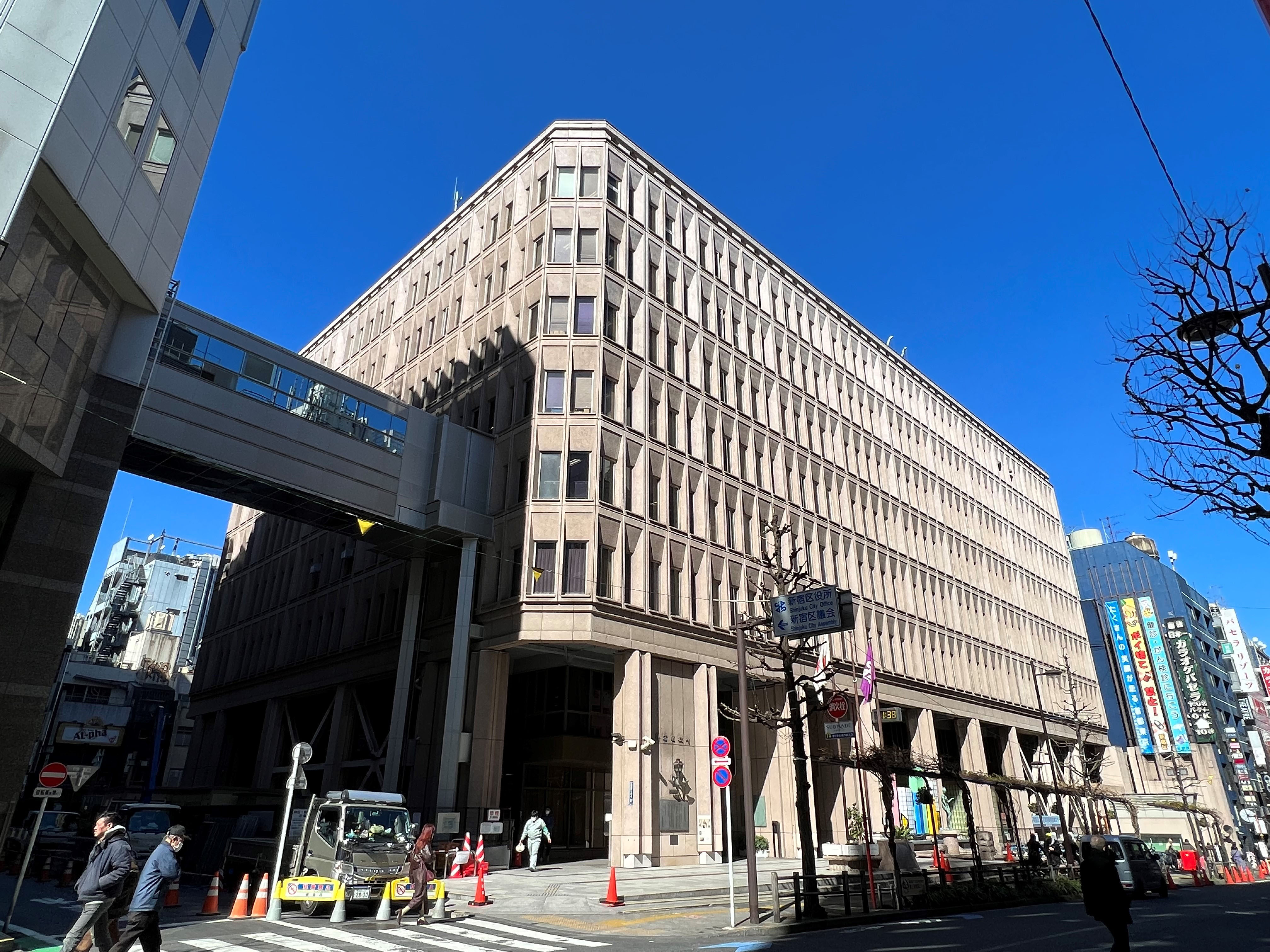
新宿区役所
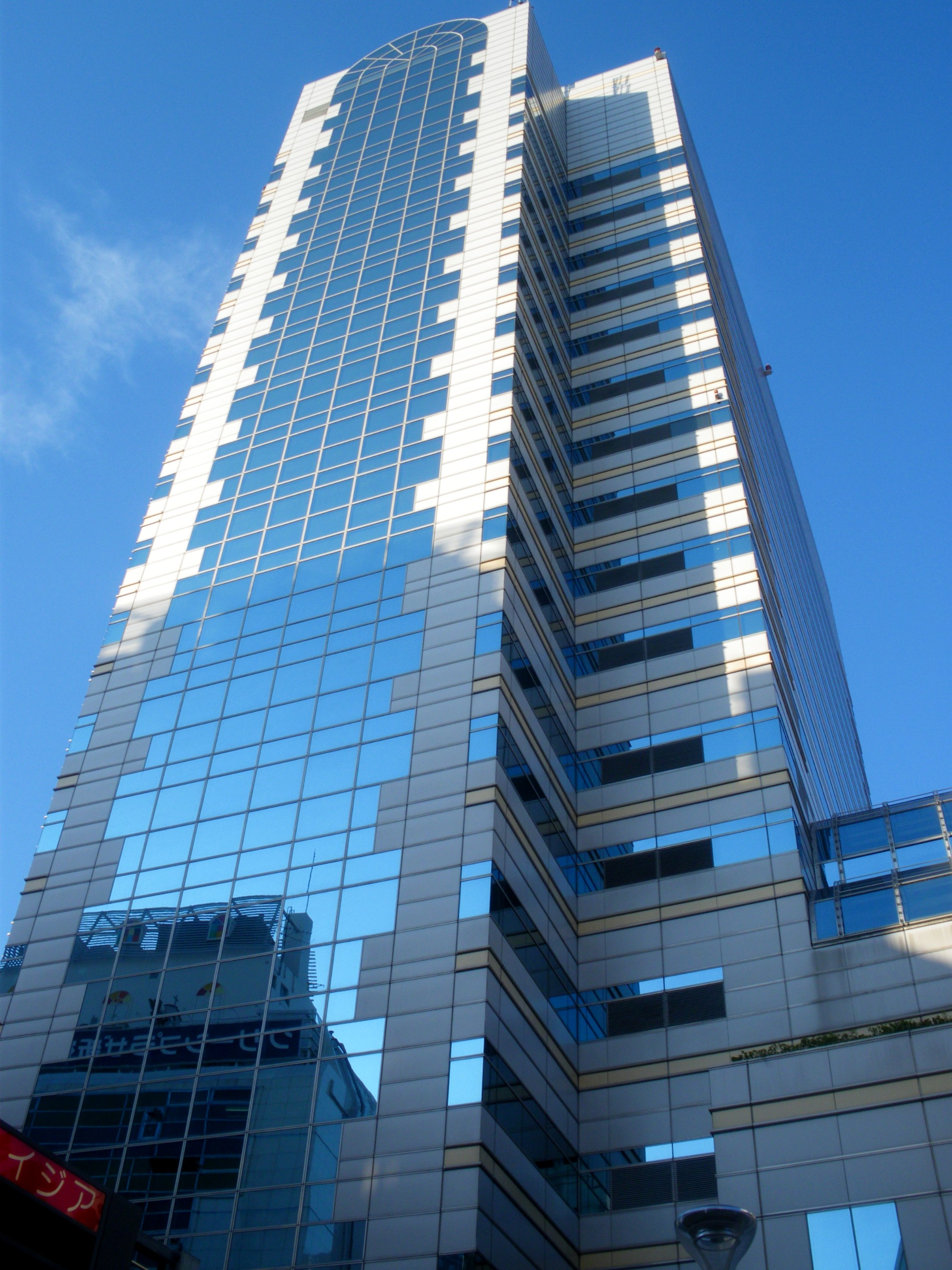
健康プラザハイジア
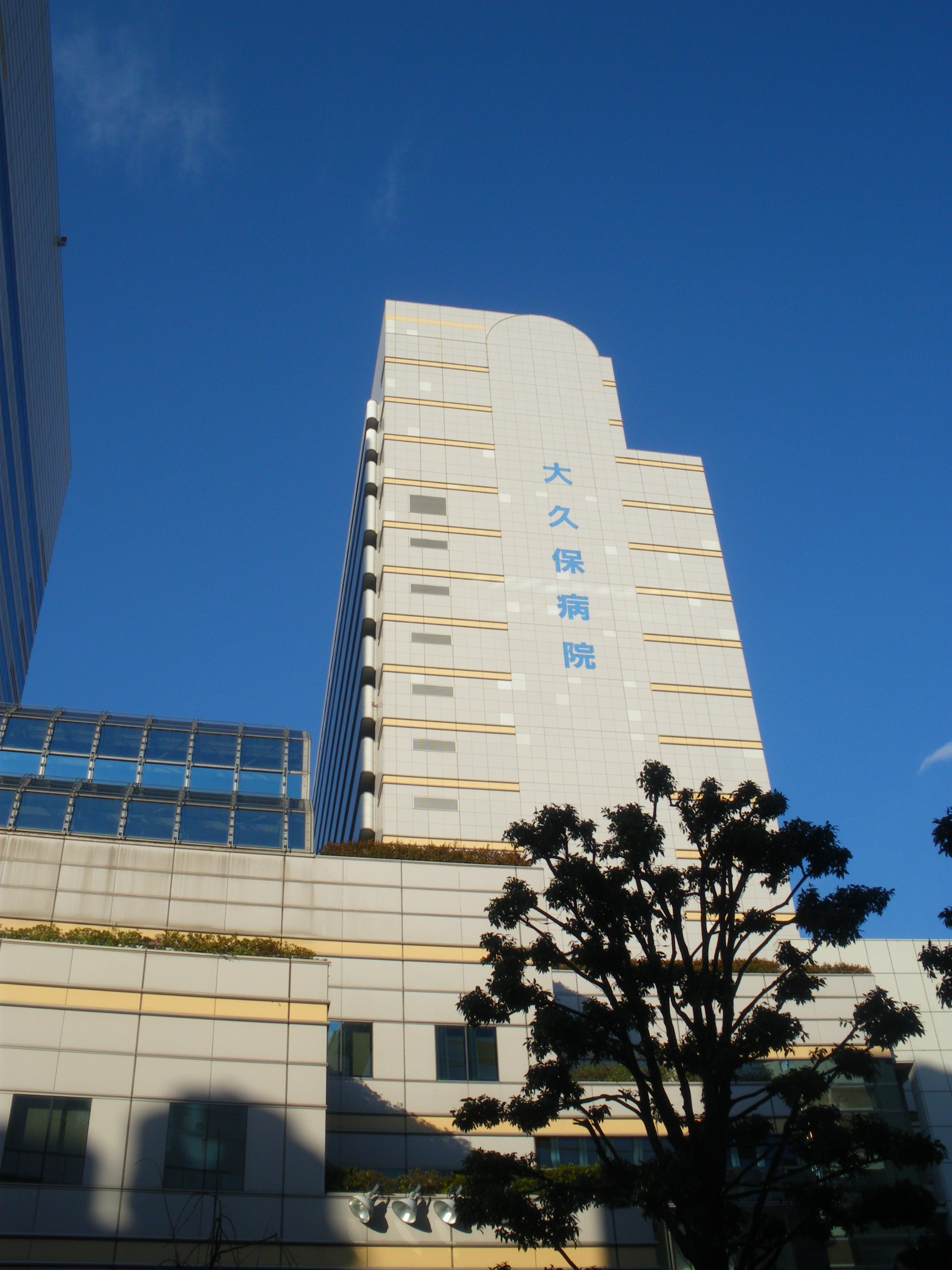
都立大久保病院
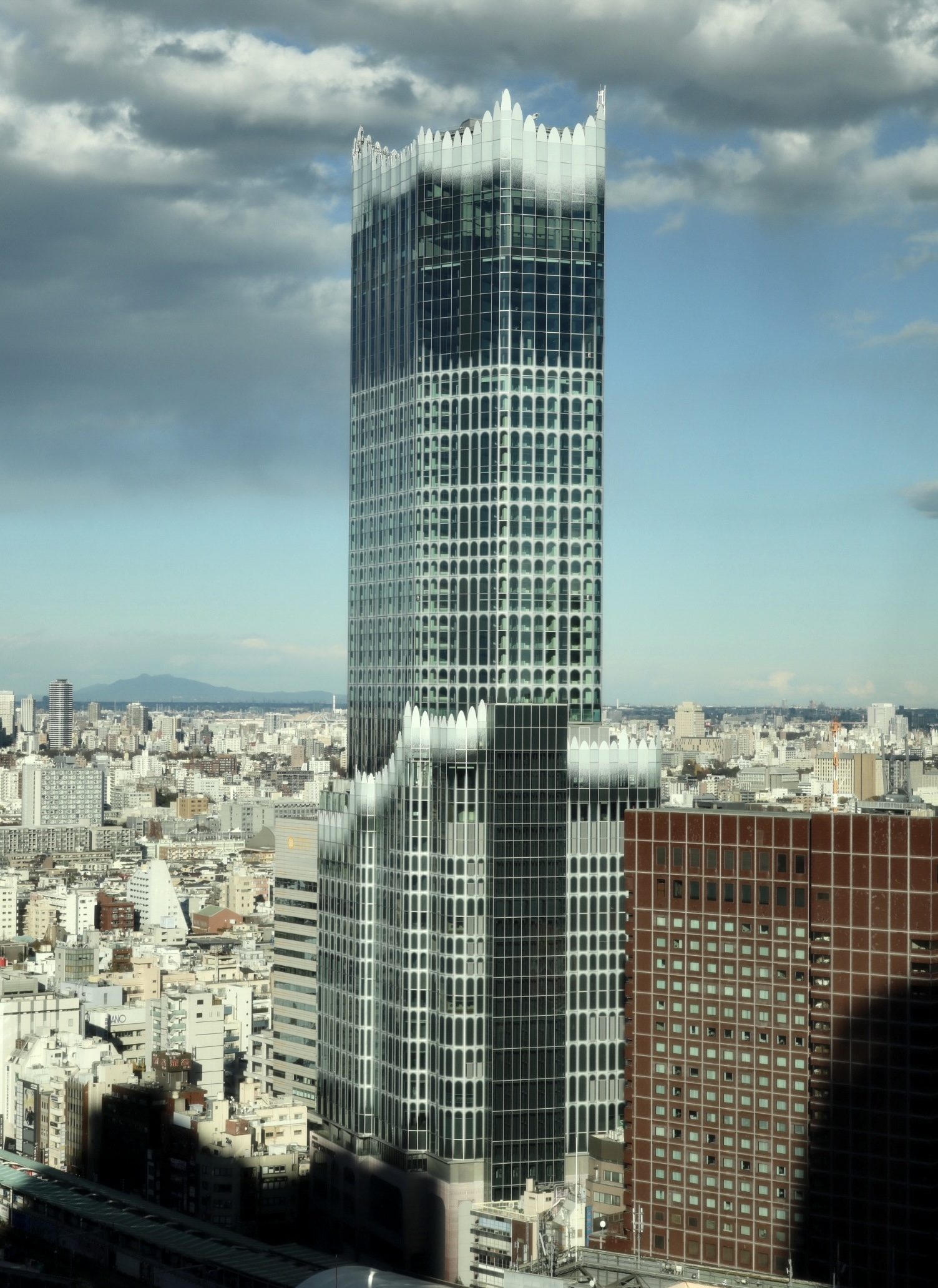
東急歌舞伎町タワー
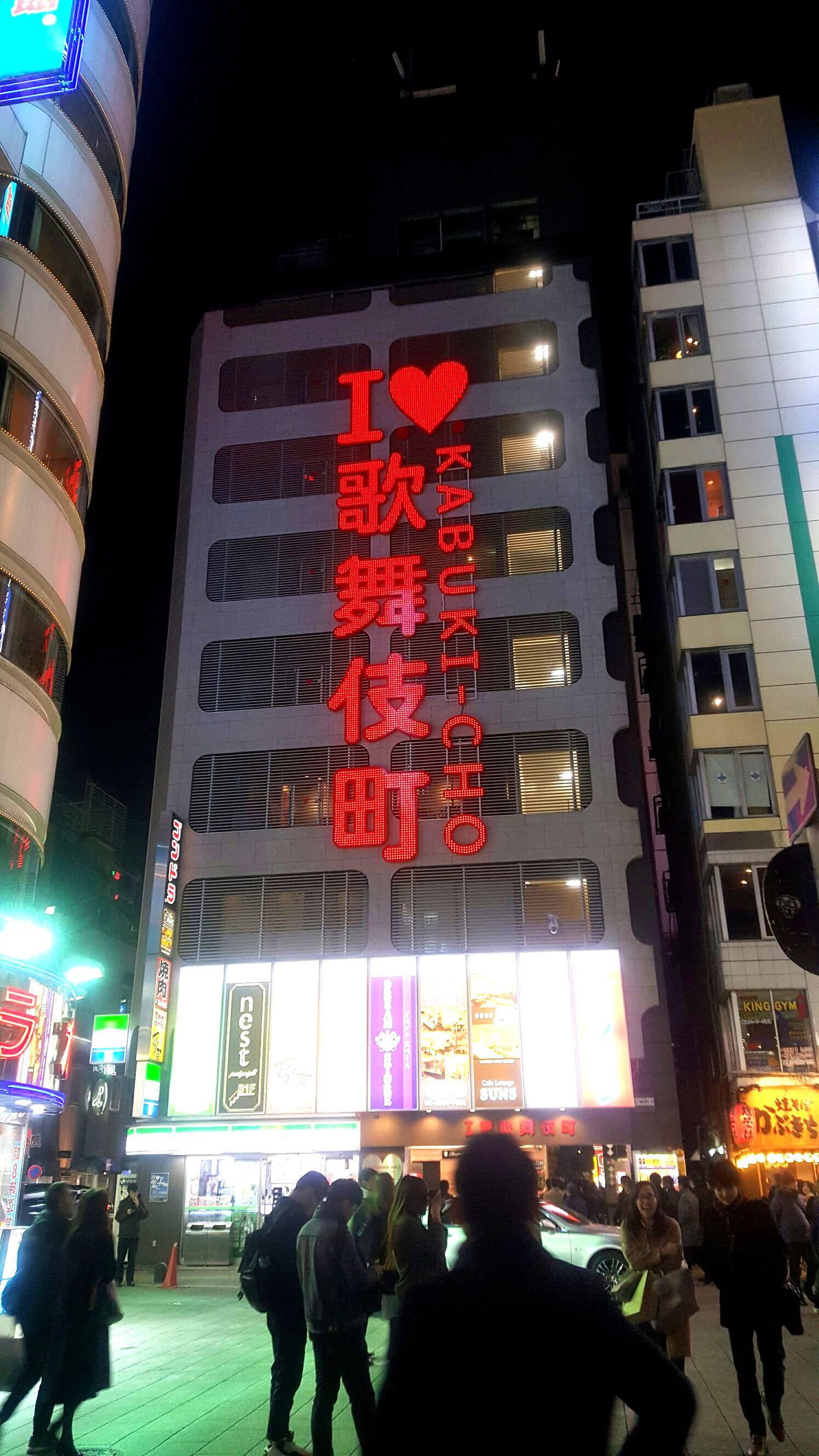
ハヤシビルの「I LOVE KABUKI-CHO」
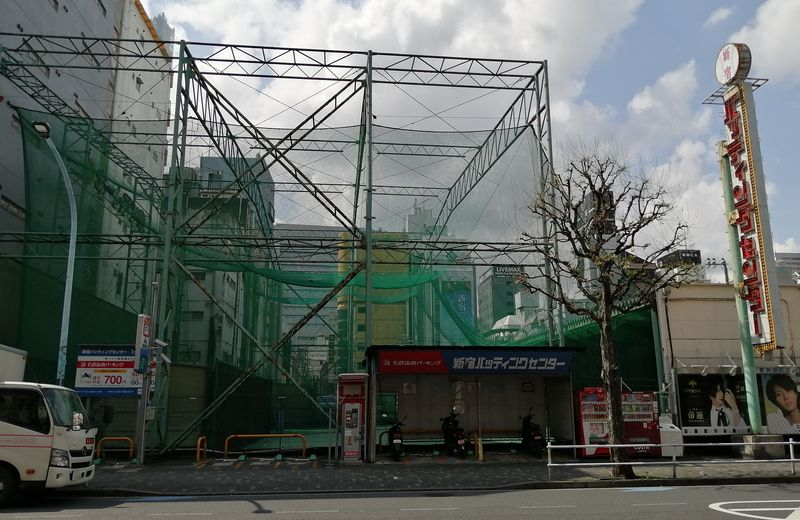
新宿バッティングセンター
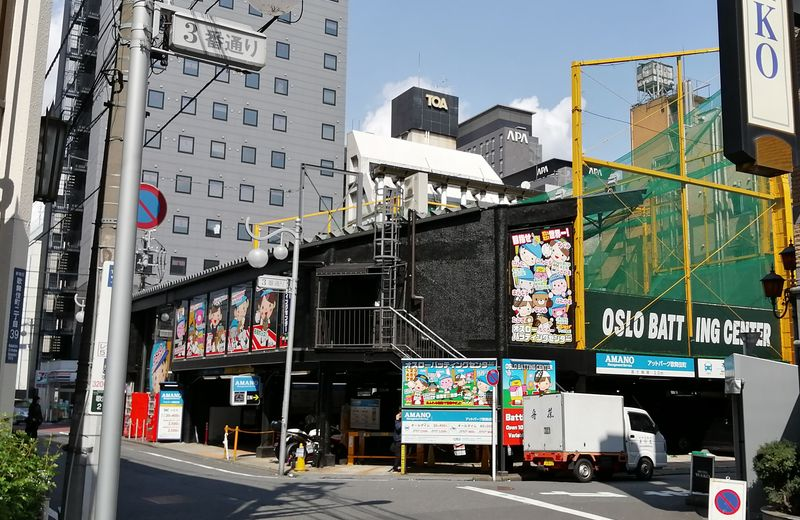
オスローバッティングセンター
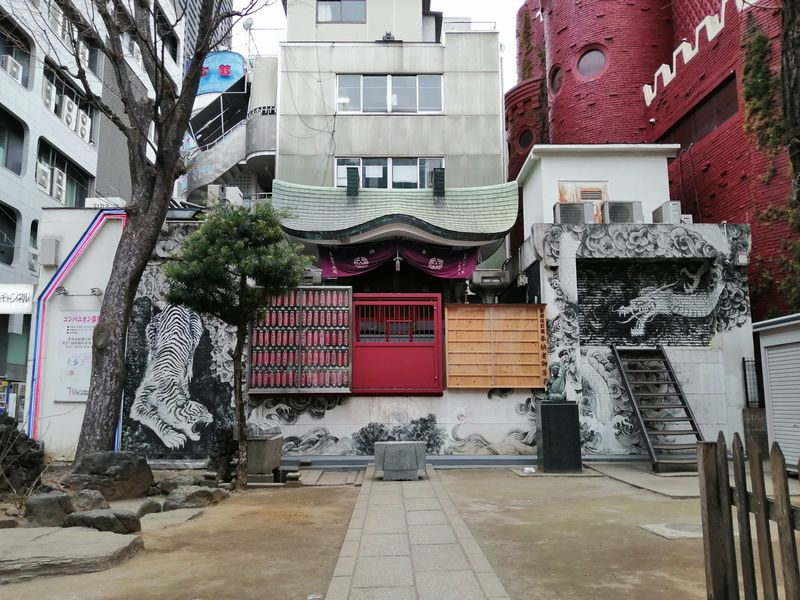
歌舞伎町弁財天
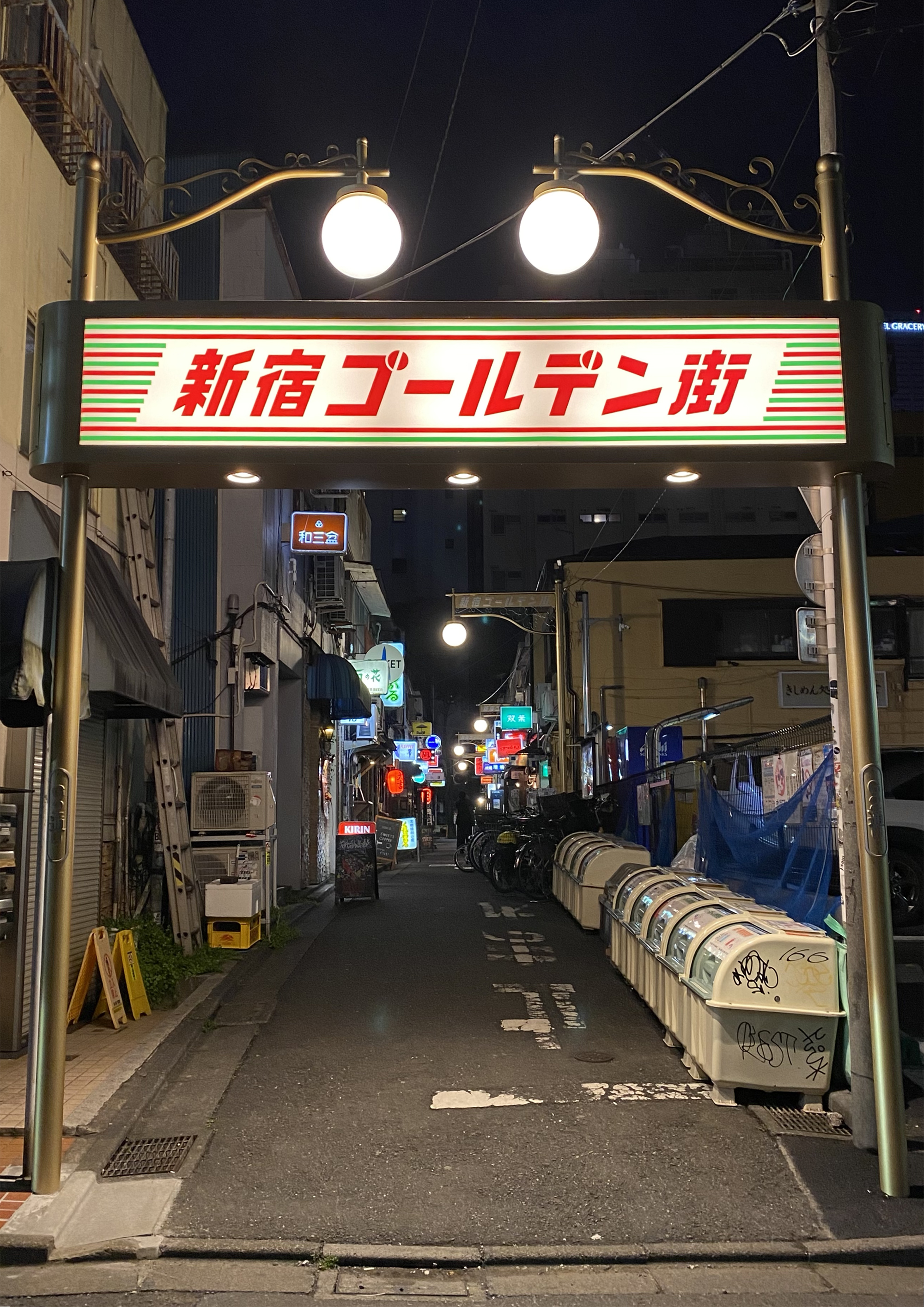
新宿ゴールデン街

## ゆかりの人物
- 島崎藤村 - 1905年5月から1906年9月まで歌舞伎町2-4[注 1]に居住し『破戒』を執筆した。職安通り沿いに「島崎藤村旧居跡」の碑が立つ[65][66]。

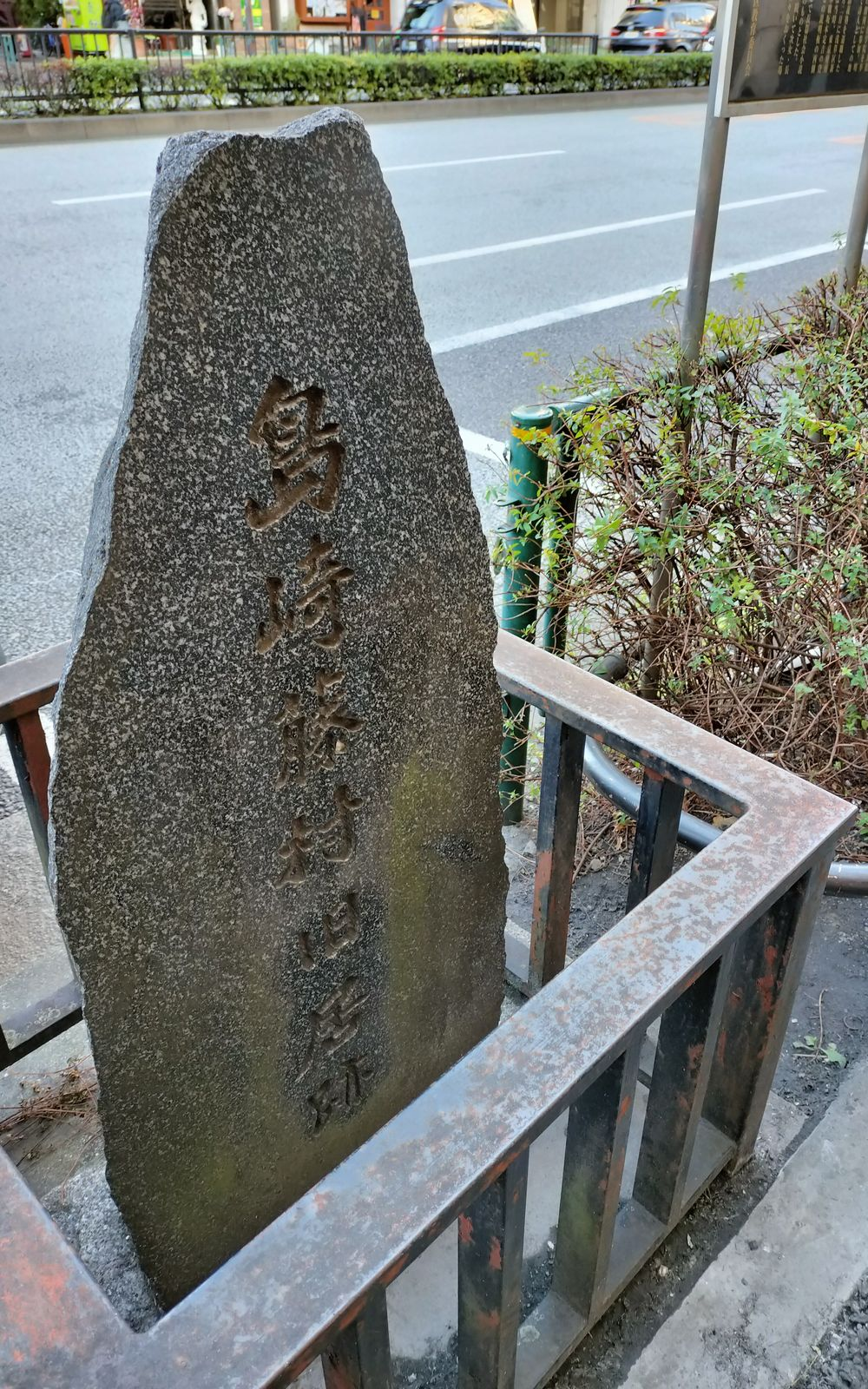
島崎藤村旧居跡の碑

## その他

### 日本郵便
- 郵便番号 : 160-0021[3]（集配局 : 新宿郵便局[67]）。